# Benjamin Hedges
Benjamin Hedges (Benjamin Van Doren „Ben“ Hedges Jr.; * 8. Juni 1907 in Plainfield, New Jersey; † 31. Dezember 1969 in New York City) war ein US-amerikanischer Hochspringer.
1927 und 1928 wurde er Vierter bei der US-Meisterschaft. Bei den Olympischen Spielen 1928 in Amsterdam siegte sein Landsmann Bob King mit 1,94 vor Hedges und drei weiteren Athleten, die 1,91 übersprungen hatten. Im Stechen gewann Hedges die Silbermedaille vor dem Franzosen Claude Ménard.
1929 wurde Hedges IC4A-Meister. Seine persönliche Bestleistung von 1,981 m stellte er am 6. Februar 1932 in New York City in der Halle auf.